# بن درة (بيرانشهر)
بن‌ درة هي قرية في مقاطعة بيرانشهر، إيران. عدد سكان هذه القرية هو 424 في سنة 2006.